# Oficina Estatal de Conservación Histórica (Puerto Rico)

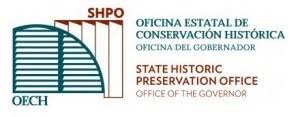

La Oficina Estatal de Conservación Histórica (OECH) es un organismo gubernamental con sede en San Juan (Puerto Rico) que tiene la tarea ministerial de mantener un inventario de propiedades históricas y nominar propiedades al Registro Nacional de Lugares Históricos (RNLH).
Se creó con la finalidad de proteger la integridad del patrimonio histórico del país, en particular los recursos arquitectónicos y arqueológicos; promover su rescate y conservación y educar a la sociedad sobre la importancia de preservar tales estructuras como evidencia del pasado.